# Gnomeo & Juliet
Gnomeo & Juliet is een Brits-Amerikaanse animatiefilm uit 2011, gebaseerd op een verhaal van William Shakespeare. De film werd geregisseerd door Kelly Asbury. De hoofdrollen werden gespeeld door James McAvoy (onder andere bekend van X-Men: First Class) en door Emily Blunt (onder andere bekend van The Adjustment Bureau).

## Verhaal
De film speelt zich af in het Verenigd Koninkrijk waar al jaren een vete tussen twee groepen van kabouters heerst. De Rode en de Blauwe kabouters doen er echt alles aan om het leven voor elkaar zuur te maken. Maar plots worden twee kabouters, elk van een andere groep, onvoorwaardelijk verliefd op elkaar. Hun verboden liefde zorgt voor heel wat problemen maar ook voor leukere dingen. Wanneer de Blauwe kabouters uiteindelijk te ver gaan in hun vete dacht Juliet dat hij niet te vertrouwen was. Nadat dat gebeurde deed Gnomeo er alles aan om haar weer in zijn armen te krijgen. Uiteindelijk lukte dat. Ze kregen de anderen ook zover dat de twee kanten gewoon met elkaar omgingen.

## Rolverdeling
Originele versie:
- James McAvoy als Gnomeo (stem)
- Emily Blunt als Juliet (stem)
- Michael Caine als Heer Redbrick (stem)
- Jason Statham als Tybalt (stem)
- Maggie Smith als Vrouwe Bluebury (stem)
- Patrick Stewart als standbeeld van William Shakespeare (stem)
- Ashley Jensen als Nanette (stem)
- Matt Lucas als Benny (stem)
- Stephen Merchant als Paris (stem)
- Ozzy Osbourne als Fawn (stem)
- Jim Cummings als Featherstone (stem)
- Hulk Hogan als presentator van de grasmachine Terrafirminator (stem)
- Julie Walters als Mevrouw Montague (stem)
- Richard Wilson als Meneer Capulet (stem)
- Kelly Asbury als kleine Rode kabouters (stem)
- Dolly Parton als presentator bij de grasmachinerace (stem)

Nederlandse/Vlaamse versie:
- Jeroen van Dyck als Gnomeo
- Noortje Herlaar als Juliet
- Brigitte Kaandorp als Nanette
- Rob van de Meeberg als Heer Roderick
- Govert Deploige als Benny
- Just Meijer als Plastingo
- Camilia Blereau als Vrouwtje Blauwbloed
- Hajo Bruins als Tybalt
- Huub Dikstaal als Ree
- Pepijn Gunneweg als Paris
- Anton Cogen als Shakespeare
- Marilou Mermans als Mevrouw Montague
- Huib Rooymans als Meneer Capulet
- Matthijs Scheepers als Terrafirminator

## Soundtrack
De soundtrack van de film werd op 8 februari 2011 vrijgegeven. Het bevat muziek van Elton John, Nelly Furtado en Kiki Dee. Er werden eveneens nog bepaalde stukken gecomponeerd door anderen. De soundtrack zou normaal gezien ook een duet tussen Elton John en Lady Gaga bevatten, maar dit duet verscheen enkel in de film. De versie op de cd zelf bevat enkel de stem van Elton John.